# Atrachea cupreata
Atrachea cupreata là một loài bướm đêm trong họ Noctuidae.